# Bourached
Bourached est une commune de la wilaya de Aïn Defla en Algérie.

## Géographie

### Localisation
| Rouina          | Aïn Defla        | Aïn Defla |
| Zeddine, Rouina | Bourached        | Djelida   |
| Zeddine         | Djelida, Zeddine | Djelida   |